# Consell Popular de la República Popular de Donetsk
El Consell Popular (en rus: Народный Совет) és segons la constitució de l'autoproclamada República Popular de Donetsk, una part secessionista d'Ucraïna, parlament de la RPD, representatiu i l'únic òrgan legislatiu del poder estatal de la RPD. Igual que el mateix estat, actualment el Consell Popular no es reconeix per països membres de l'ONU com a autoritat legítima de qualsevol nivell.